# Клетка тигра
«Кле́тка ти́гра» (англ. Tiger Cage, иер. трад. 特警屠龍, упр. 特警屠龙, кант.-рус.: Так кин тхоу лун) — гонконгский криминальный боевик 1988 года, снятый Юнь Вопхином по сценарию Ип Куонкима и Энтони Вона. Главные роли в картине исполнили Джеки Чён, Кэрол Чен, Саймон Ям, Донни Йен и Айрин Вань.

## Сюжет
Инспектор Майкл Вон вместе с Ширли Хо, Лун Сау, Фон Сёньяу, Дядей Татом и Терри работают в подразделении по борьбе с наркотиками полиции Гонконга. Их связывают братские отношения. Во время одной из операций они работали бок о бок, чтобы ликвидировать наркопритон, но главному торговцу наркотиками, Чюкот Хуну, удаётся сбежать. Как только члены команды отпраздновали свой успех, Хун неожиданно появляется и расстреливает Лун Сау. Чтобы отомстить за убитого коллегу и разыскать убийцу, члены команды прибегают к различным мерам и, наконец, настигают наркоторговца и убивают его. После этого события Фон Сёньяу снимает на видеокамеру момент встречи Дяди Така с наркоторговцами и рассказывает об этом Майклу и Терри. Майкл, также связанный с наркоторговцами, чтобы защитить себя и Така, убивает Терри и подставляет Сёньяу, вследствие чего второго отстраняют от работы, и тот начинает подозревать что-то неладное. Однажды девушка Сёньяу, Эми, обнаружила дома видеокассету и узнала, что Майкл и Тат сообщники, но чтобы спасти своего парня, она передаёт плёнку Майклу, что приводит к её смерти. Сёньяу и Ширли узнают обо всём. Теперь они вдвоём противостоят своим коллегам-предателям в полиции.

## В ролях
| Актёр        | Роль                      |
| ------------ | ------------------------- |
| Джеки Чён    | детектив Фон Сёньяу       |
| Кэрол Чен    | детектив Ширли Хо Сютлин  |
| Саймон Ям    | детектив Майкл Вон Минхак |
| Донни Йен    | Терри, детектив           |
| Айрин Вань   | Эми                       |
| Лён Каянь    | Лун Сау                   |
| Вон Лунвай   | Чюкот Хун                 |
| Ын Мантат    | детектив Дядя Так         |
| Вай Кэйсёнь  | офицер Вай                |
| Юнь Сёньи    | брат Хуна                 |
| Фун Хакъон   | приятель Хуна             |
| Юнь Чхёнъянь | полицейский               |
| Питер Мак    | полицейский               |
| Чань Кин     | полицейский               |

## Оценки и отзывы
На сайте Internet Movie Database, международной базе данных о кино, общая оценка зрителей составляет 6,8 балла из 10 при свыше 1,2 тысячи голосов. Средняя оценка зрителей в китайской кинобазе Douban составляет 6,5 балла из максимальных 10 на основе свыше 3310 голосов .
Кинокритики, опубликовавшие свои отзывы на веб-сайтах, тепло встретили «Клетку тигра».